# Червенокрак корморан
Червенокракият корморан (Phalacrocorax gaimardi) е вид птица от семейство Корморанови (Phalacrocoracidae). Видът е почти застрашен от изчезване.

## Разпространение
Видът е разпространен в Аржентина, Перу и Чили.